# Segunda División Peruana 2000
La Segunda División Peruana 2000 fue la 48ª edición de este torneo de ascenso. Tuvo como participantes a trece elencos del Departamento de Lima. A los 12 equipos de la temporada anterior se les unió el Club Olímpico Somos Perú que fue ascendido desde la Copa Perú. Además, antes de empezar el torneo, Telefunken 20 cedió su lugar a un nuevo inquilino: Sport Coopsol. 
A final de temporada Aviación-FAP obtuvo el título del torneo y la clasificación para el Play-off de ascenso contra el penúltimo del Campeonato Descentralizado 1999. El equipo aviador no pudo ascender, al caer derrotado ante Deportivo UPAO por 3 –1. Al igual que en la temporada anterior, ningún equipo descendió de categoría.

## Clasificación general
| Puesto | Equipo              | J  | G  | E | P  | GF | GC | DG  | PTS. |
| ------ | ------------------- | -- | -- | - | -- | -- | -- | --- | ---- |
| 1      | Aviación FAP        | 24 | 15 | 7 | 2  | 39 | 14 | 25  | 52   |
| 2      | Alcides Vigo        | 24 | 15 | 3 | 6  | 38 | 23 | 15  | 48   |
| 3      | Hijos de Yurimaguas | 24 | 14 | 4 | 6  | 30 | 21 | 9   | 46   |
| 4      | Sporting Cristal B  | 24 | 13 | 3 | 8  | 51 | 31 | 20  | 42   |
| 5      | América Cochahuayco | 24 | 12 | 5 | 7  | 34 | 28 | 6   | 41   |
| 6      | Deportivo AELU      | 24 | 10 | 8 | 6  | 27 | 18 | 9   | 38   |
| 7      | Lawn Tennis         | 24 | 10 | 6 | 8  | 30 | 23 | 7   | 36   |
| 8      | Sport Coopsol       | 24 | 7  | 8 | 9  | 26 | 24 | 2   | 29   |
| 9      | Unión Huaral        | 24 | 7  | 4 | 13 | 22 | 31 | -9  | 25   |
| 10     | Bella Esperanza     | 24 | 6  | 4 | 14 | 26 | 64 | -38 | 22   |
| 11     | Virgen de Chapi     | 24 | 4  | 9 | 11 | 25 | 34 | -9  | 21   |
| 12     | Olímpico Somos Perú | 24 | 4  | 6 | 14 | 19 | 37 | -18 | 18   |
| 13     | Guardia Republicana | 24 | 3  | 5 | 16 | 23 | 42 | -19 | 14   |

Fuente: RSSSF
|  | Play Off de Ascenso |

## Resultados
|                     | VIG | AME | FAP | BE   | AELU | GR  | YUR | LAW | OLI | COO | CRI | UH  | VCH |
| ------------------- | --- | --- | --- | ---- | ---- | --- | --- | --- | --- | --- | --- | --- | --- |
| Alcides Vigo        |     |     |     |      |      |     | 1-2 |     | 3-2 |     | 2-1 |     | 1-0 |
| América Cochahuayco |     |     | 1-2 | 5-1  |      |     | 1-3 |     |     | 0-2 |     | 1-0 |     |
| Aviación FAP        | 0-0 |     |     |      | 1-1  | 2-0 | 2-0 |     |     | 1-1 |     | 2-0 |     |
| Bella Esperanza     |     |     |     |      |      |     |     |     | 3-3 |     |     |     |     |
| Deportivo AELU      |     |     |     |      |      | 2-1 | 2-1 |     | 0-0 |     | 1-2 |     | 1-0 |
| Guardia Republicana |     |     |     | 2-0  |      |     |     | 0-1 | 0-3 |     |     |     |     |
| Hijos de Yurimaguas |     | 1-1 |     |      |      |     |     |     | 1-0 |     | 2-1 | 2-1 |     |
| Lawn Tennis         |     |     |     | 8-1  |      | 1-0 |     |     |     |     | 1-0 | 0-2 |     |
| Olímpico Somos Perú |     | 0-1 |     |      |      | 1-1 |     |     |     |     |     | 3-1 |     |
| Sport Coopsol       | 1-2 |     |     | 5-1  | 1-2  |     |     |     |     |     |     |     |     |
| Sporting Cristal B  |     | 1-1 |     | 10-0 |      | 4-2 |     |     |     |     |     |     | 2-0 |
| Unión Huaral        | 0-1 |     |     |      |      |     |     |     |     | 0-0 |     |     |     |
| Virgen de Chapi     |     |     |     | 3-3  |      | 3-2 |     | 1-3 |     | 1-1 |     |     |     |

## Play-off de Ascenso
| 13 de diciembre de 2000 | Deportivo UPAO                                              | 3:1 (1:0) | Aviación F.A.P.     | Estadio Nacional, Lima                                     |                                                            |
|                         | Rodrigo Saraz 32' · Néstor Mordini 76' · Miguel Huertas 88' |           | Jerry Tamashiro 78' | Asistencia: 5893 espectadores Árbitro(s): Gilberto Hidalgo | Asistencia: 5893 espectadores Árbitro(s): Gilberto Hidalgo |

## Goleadores
| Jugador         | Jugador           | Goles | Equipo             |
| --------------- | ----------------- | ----- | ------------------ |
| Bandera de Perú | Jerry Tamashiro   | 12    | Aviación F.A.P.    |
| Bandera de Perú | César Goya        | 12    | Deportivo AELU     |
| Bandera de Perú | Pedro Sanguinetti | 12    | Lawn Tennis        |
| Bandera de Perú | Marco Rodríguez   | 9     | Aviación F.A.P.    |
| Bandera de Perú | Humberto Ortiz    | 8     | Alcides Vigo       |
| Bandera de Perú | Gustavo Vassallo  | 8     | Sporting Cristal B |